# Край полосы поглощения
Край полосы поглощения (англ. absorption edge) — значение энергии кванта электромагнитного излучения, при превышении которого наблюдается резкое увеличение поглощения излучения веществом. 

## Описание

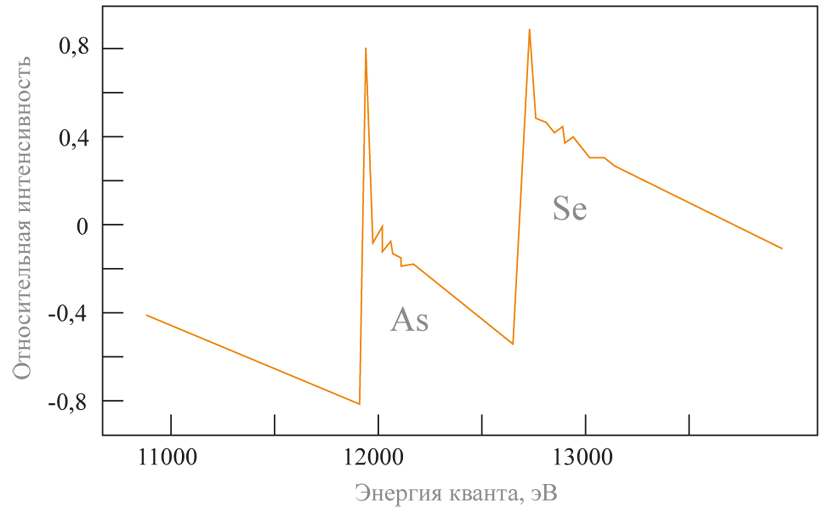
Рентгеновский спектр поглощения соединения CuAsSe_{2} в области краев поглощения As и Se

Увеличение поглощения вызвано тем, что энергии фотонов (то есть квантов электромагнитного излучения) {\displaystyle [\hbar \omega ]} при превышении ею некоторого порога ({\displaystyle [\hbar \omega ]>[\hbar \omega ]_{min}}) становится достаточно для осуществления перехода электронов, взаимодействующих с квантами, в возбужденное состояние. 
Типичными примерами спектров, в которых присутствует край полосы поглощения, являются: спектры поглощения рентгеновского излучения в области, где происходит выбивание электронов из внутренних оболочек атомов; и спектры поглощения полупроводников в спектральной области, близкой по энергии к энергии перехода электронов из валентной зоны в зону проводимости, то есть близкой к ширине запрещённой зоны.
Край поглощения по энергии фотона и край по длине волны связаны как {\displaystyle \lambda _{max}=2\pi \hbar c/[\hbar \omega ]_{min}}  ({\displaystyle c} — скорость света, {\displaystyle \lambda } — длина волны излучения, {\displaystyle \omega } — частота излучения, {\displaystyle \hbar } — редуцированная постоянная Планка), причём минимальному значению энергии отвечает максимальное значение длины волны. 